# Генріх Зоммерфельд (офіцер)
Генріх Зоммерфельд (нім. Heinrich Sommerfeld) — німецький офіцер, гауптман люфтваффе (1 квітня 1943). Кавалер Німецького хреста в сріблі.

## Нагороди
- Залізний хрест 2-го класу
- Орден Альберта (Саксонія), лицарський хрест 2-го класу
- Почесний хрест ветерана війни з мечами
- Пам'ятна військова медаль (Угорщина) з мечами
- Почесний знак «За вірну службу» 2-го ступеня (25 років)
- Хрест Воєнних заслуг
  - 2-го класу з мечами (7 листопада 1940)
  - 1-го класу з мечами (18 грудня 1943)
- Застібка до Залізного хреста 2-го класу (5 липня 1944)
- Німецький хрест в сріблі (25 листопада 1944)